# Episodi di Una grande famiglia (terza stagione)
La terza stagione della serie televisiva Una grande famiglia è composta da 8 episodi, andati onda su Rai 1 e in alta definizione su Rai HD dal 12 aprile al 19 maggio 2015 .
| Puntata | Messa in onda  |
| ------- | -------------- |
| 1       | 12 aprile 2015 |
| 2       | 14 aprile 2015 |
| 3       | 21 aprile 2015 |
| 4       | 28 aprile 2015 |
| 5       | 5 maggio 2015  |
| 6       | 12 maggio 2015 |
| 7       | 19 maggio 2015 |
| 8       | 26 maggio 2015 |

## Prima puntata
I Rengoni sono in trepidazione per l'imminente matrimonio di Laura e Leonardo. Ernesto inaugura la nuova sede della fabbrica designando come suoi personali collaboratori la nuora Chiara, il nipote Nicolò e il fidato Alberto Magnano. Nicoletta si trova in America incinta del suo terzo bambino e il marito Ruggero raggiunge i Rengoni per il matrimonio. Mentre Giovanna tradisce Stefano, Laura si scontra con la madre Eleonora per via del matrimonio e decide quindi di sposarsi all'insaputa di tutti. Siccome non riescono a disdire tutti gli ospiti, i Rengoni, sono costretti ad accoglierli in villa per il rinfresco. A fine serata arriva a villa Rengoni Claudia, la figlia che Eleonora ha avuto in gioventù prima di incontrare Ernesto.